# Potrero de los Sánchez
Potrero de los Sánchez är en ort i Mexiko.   Den ligger i kommunen Mocorito och delstaten Sinaloa, i den västra delen av landet, 1 100 km nordväst om huvudstaden Mexico City. Potrero de los Sánchez ligger 43 meter över havet och antalet invånare är 1 205.
Terrängen runt Potrero de los Sánchez är platt åt sydväst, men åt nordost är den kuperad. Runt Potrero de los Sánchez är det ganska glesbefolkat, med 26 invånare per kvadratkilometer. Närmaste större samhälle är La Reforma, 16,0 km väster om Potrero de los Sánchez. Trakten runt Potrero de los Sánchez består till största delen av jordbruksmark.